# سیارک ۱۳۷۷
سیارک ۱۳۷۷ (به انگلیسی: 1377 Roberbauxa، نامگذاری:1936CD) هزار و سیصد و هفتاد و هفتمین سیارک کشف شده‌است که در ۱۴ فوریه ۱۹۳۶ و در الجزیره کشف شد.
قدر مطلق سیارک برابر ۱۳٫۱۰ است.